# Земля Олександра I
Земля Олександра I (Острів Олександра I) — найбільший острів Антарктики, площа якого становить 43,250 км².

## Географія

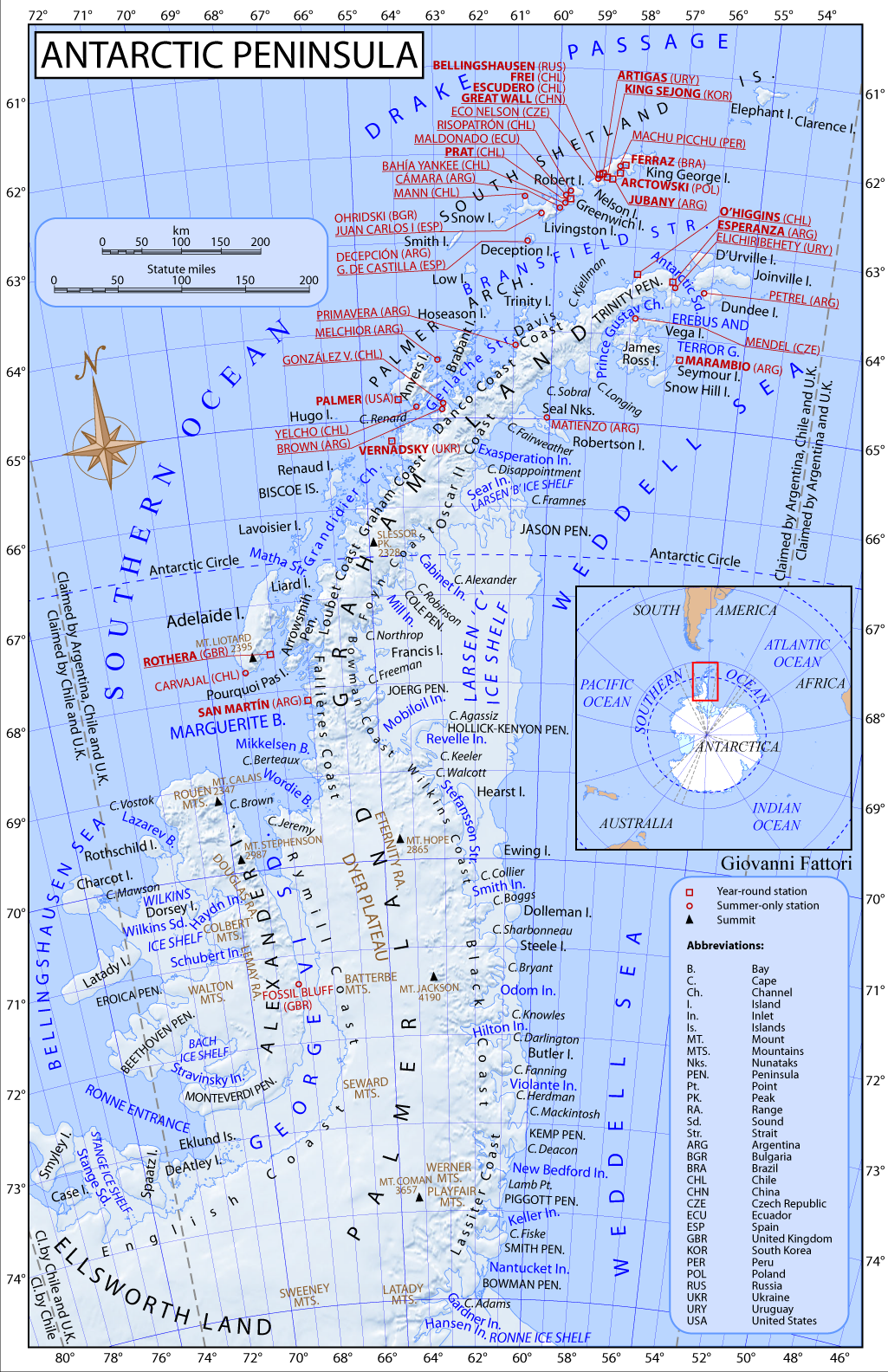
Острів Олександра I на мапі Антарктичного півострова

Острів розташований за 20 км від західного узбережжя Антарктичного півострова (Антарктида), відділений від нього протокою Георга VI, у Морі Беллінсгаузена і простягається на 378 км у довжину та 200 км завширшки. Довжина узбережжя острова становить 2 185 км. Пов'язаний з континентом шельфовим льодом, тому його важко знайти на супутникових знімках. Найвища точка на острові, гора Стефенсон, розташована на рівні 2987 метрів над рівнем моря.
Клімат на Землі Олександра I полярний, а сам острів практично повністю знаходиться під льодом.

## Історія
Земля Олександра I була відкрита 28 січня 1821 року російською експедицією Фабіана Готтліба фон Беллінсгаузена та Михайла Лазарєва і названа на честь імператора Олександра I. До 1940 року вважалося, що острів відноситься до антарктичного материка, чим пояснюється вживання в його назві слова «земля», а не «острів».

## Територіальні претензії
В даний час територіальні претензії на острів висувають Аргентина, Чилі і Велика Британія, проте на міжнародному рівні вони не визнані. Велика Британія має на Землі Олександра I полярну станцію.